# ATP de Doha
O ATP de Doha – ou Qatar ExxonMobil Open, atualmente – é um torneio de tênis profissional masculino, de nível ATP 500.
Realizado em Doha, no Catar, estreou em 1993. Os jogos são disputados em quadras duras durante o mês de fevereiro.
Pertencente à categoria mais baixa da ATP desde o lançamento, foi promovido a ATP 500 em 2025.

## Finais

### Simples
| Ano  | Campeão               | Vice-campeão          | Resultado          |
| ---- | --------------------- | --------------------- | ------------------ |
| 2025 | Andrey Rublev         | Jack Draper           | 7–5, 5–7, 6–1      |
| 2024 | Karen Khachanov       | Jakub Menšík          | 7–612, 6–4         |
| 2023 | Daniil Medvedev       | Andy Murray           | 6–4, 6–4           |
| 2022 | Roberto Bautista Agut | Nikoloz Basilashvili  | 6–3, 6–4           |
| 2021 | Nikoloz Basilashvili  | Roberto Bautista Agut | 7–65, 6–2          |
| 2020 | Andrey Rublev         | Corentin Moutet       | 6–2, 7–63          |
| 2019 | Roberto Bautista Agut | Tomáš Berdych         | 6–4, 3–6, 6–3      |
| 2018 | Gaël Monfils          | Andrey Rublev         | 6–2, 6–3           |
| 2017 | Novak Djokovic        | Andy Murray           | 6–3, 5–7, 6–4      |
| 2016 | Novak Djokovic        | Rafael Nadal          | 6–1, 6–2           |
| 2015 | David Ferrer          | Tomas Berdych         | 6–4, 7–5           |
| 2014 | Rafael Nadal          | Gaël Monfils          | 6–1, 56–7, 6–2     |
| 2013 | Richard Gasquet       | Nikolay Davydenko     | 3–6, 7–6, 6–3      |
| 2012 | Jo-Wilfried Tsonga    | Gaël Monfils          | 7–5, 6–3           |
| 2011 | Roger Federer         | Nikolay Davydenko     | 6–3, 6–4           |
| 2010 | Nikolay Davydenko     | Rafael Nadal          | 0–6, 7–68, 6–4     |
| 2009 | Andy Murray           | Andy Roddick          | 6–4, 6–2           |
| 2008 | Andy Murray           | Stanislas Wawrinka    | 6–4, 4–6, 6–2      |
| 2007 | Ivan Ljubičić         | Andy Murray           | 6–4, 6–4           |
| 2006 | Roger Federer         | Gaël Monfils          | 6–3, 7–65          |
| 2005 | Roger Federer         | Ivan Ljubičić         | 6–3, 6–1           |
| 2004 | Nicolas Escudé        | Ivan Ljubičić         | 6–3, 7–64          |
| 2003 | Stefan Koubek         | Jan-Michael Gambill   | 6–4, 6–4           |
| 2002 | Younes El Aynaoui     | Félix Mantilla        | 4–6, 6–2, 6–2      |
| 2001 | Marcelo Ríos          | Bohdan Ulihrach       | 6–3, 2–6, 6–3      |
| 2000 | Fabrice Santoro       | Rainer Schüttler      | 3–6, 7–5, 3–0, ab. |
| 1999 | Rainer Schüttler      | Tim Henman            | 6–4, 5–7, 6–1      |
| 1998 | Petr Korda            | Fabrice Santoro       | 6–0, 6–3           |
| 1997 | Jim Courier           | Tim Henman            | 7–5, 6–75, 6–2     |
| 1996 | Petr Korda            | Younes El Aynaoui     | 7–6 5, 2–6, 7–65   |
| 1995 | Stefan Edberg         | Magnus Larsson        | 7–6 4, 6–1         |
| 1994 | Stefan Edberg         | Paul Haarhuis         | 6–3, 6–2           |
| 1993 | Boris Becker          | Goran Ivanišević      | 7–64, 4–6, 7–5     |

### Duplas
| Ano  | Campeões                               | Vice-campeões                              | Resultado         |
| ---- | -------------------------------------- | ------------------------------------------ | ----------------- |
| 2025 | Julian Cash Lloyd Glasspool            | Joe Salisbury Neal Skupski                 | 6–3, 6–2          |
| 2024 | Jamie Murray Michael Venus             | Lorenzo Musetti Lorenzo Sonego             | 7–60, 2–6, [10–8] |
| 2023 | Rohan Bopanna Matthew Ebden            | Constant Lestienne Botic van de Zandschulp | 56–7, 6–4, [10–6] |
| 2022 | Wesley Koolhof Neal Skupski            | Rohan Bopanna Denis Shapovalov             | 7–64, 6–1         |
| 2021 | Aslan Karatsev Andrey Rublev           | Marcus Daniell Philipp Oswald              | 7–5, 6–4          |
| 2020 | Rohan Bopanna Wesley Koolhof           | Luke Bambridge Santiago González           | 3–6, 6–2, [10–6]  |
| 2019 | David Goffin Pierre-Hugues Herbert     | Robin Haase Matwé Middelkoop               | 5–7, 6–4, [10–4]  |
| 2018 | Oliver Marach Mate Pavić               | Jamie Murray Bruno Soares                  | 6–2, 7–65         |
| 2017 | Jérémy Chardy Fabrice Martin           | Vasek Pospisil Radek Štěpánek              | 6–4, 7–63         |
| 2016 | Feliciano López Marc López             | Philipp Petzschner Alexander Peya          | 6–4, 6–3          |
| 2015 | Juan Mónaco Rafael Nadal               | Julian Knowle Philipp Oswald               | 6–3, 6–4          |
| 2014 | Tomáš Berdych Jan Hájek                | Alexander Peya Bruno Soares                | 6–3, 6–4          |
| 2013 | Christopher Kas Philipp Kohlschreiber  | Julian Knowle Filip Polášek                | 7–5, 6–4          |
| 2012 | Filip Polášek Lukáš Rosol              | Christopher Kas Philipp Kohlschreiber      | 6–3, 6–4          |
| 2011 | Marc López Rafael Nadal                | Daniele Bracciali Andreas Seppi            | 6–3, 7–64         |
| 2010 | Guillermo García-López Albert Montañés | František Čermák Michal Mertiňák           | 6–4, 7–5          |
| 2009 | Marc López Rafael Nadal                | Daniel Nestor Nenad Zimonjić               | 4–6, 6–4, [10–8]  |
| 2008 | Philipp Kohlschreiber David Škoch      | Jeff Coetzee Wesley Moodie                 | 6–4, 4–6, [11–9]  |
| 2007 | Nenad Zimonjić Mikhail Youzhny         | Martin Damm Leander Paes                   | 6–1, 7–63         |
| 2006 | Jonas Björkman Max Mirnyi              | Christophe Rochus Olivier Rochus           | 2–6, 6–3, [10–8]  |
| 2005 | Albert Costa Rafael Nadal              | Andrei Pavel Mikhail Youzhny               | 6–3, 4–6, 6–3     |
| 2004 | Martin Damm Cyril Suk                  | Stefan Koubek Andy Roddick                 | 6–2, 6–4          |
| 2003 | Martin Damm Cyril Suk                  | Mark Knowles Daniel Nestor                 | 6–4, 7–68         |
| 2002 | Donald Johnson Jared Palmer            | Jiří Novák David Rikl                      | 6–3, 7–65         |
| 2001 | Mark Knowles Daniel Nestor             | Juan Balcells Andrei Olhovskiy             | 6–3, 6–1          |
| 2000 | Mark Knowles Max Mirnyi                | Alex O'Brien Jared Palmer                  | 6–3, 6–4          |
| 1999 | Alex O'Brien Jared Palmer              | Piet Norval Kevin Ullyett                  | 6–3, 6–4          |
| 1998 | Mahesh Bhupathi Leander Paes           | Olivier Delaître Fabrice Santoro           | 6–4, 3–6, 6–4     |
| 1997 | Jacco Eltingh Paul Haarhuis            | Patrik Fredriksson Magnus Norman           | 6–3, 6–2          |
| 1996 | Mark Knowles Daniel Nestor             | Jacco Eltingh Paul Haarhuis                | 7–6, 6–3          |
| 1995 | Stefan Edberg Magnus Larsson           | Andrei Olhovskiy Jan Siemerink             | 7–6, 6–2          |
| 1994 | Olivier Delaître Stephane Simian       | Shelby Cannon Byron Talbot                 | 6–3, 6–3          |
| 1993 | Boris Becker Patrik Kühnen             | Shelby Cannon Scott Melville               | 6–2, 6–4          |